# Drabina (narzędzie tortur)

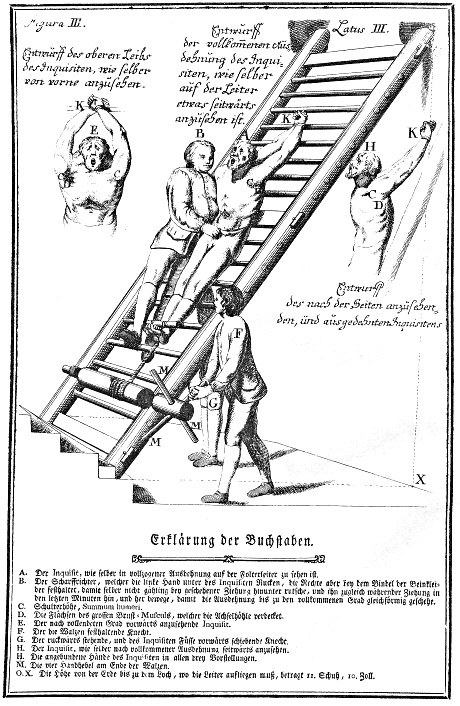
Tortura z użyciem drabiny z XVIII-wiecznego kodeksu karnego Marii Teresy

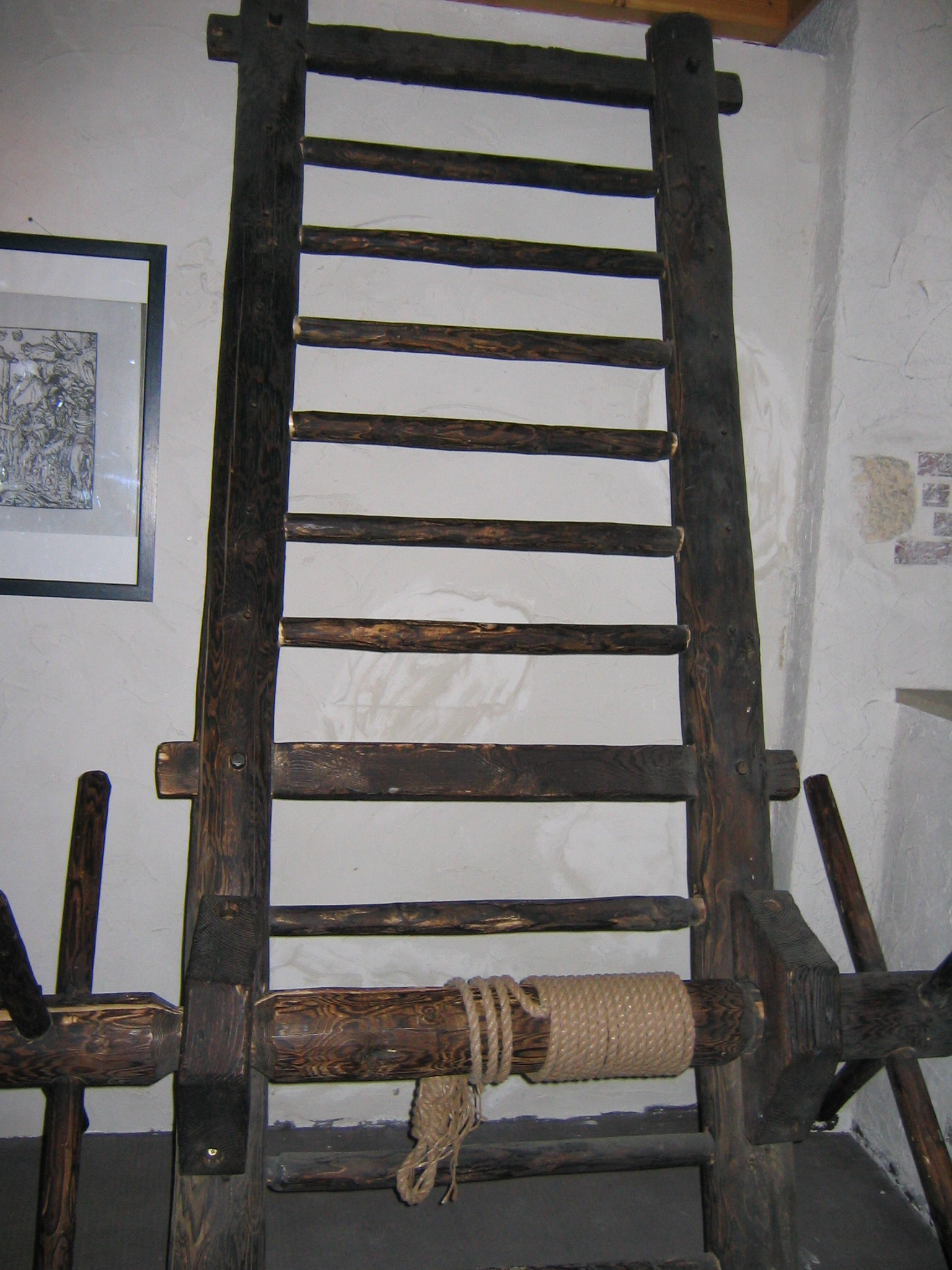
Drabina z muzeum tortur we Freiburgu

Drabina – rodzaj narzędzia służącego do torturowania podejrzanych. Stosowano je głównie w mniejszych miastach i na wsiach. W większych salach tortur korzystano zwykle z łoża sprawiedliwości.
Drabina stanowiła namiastkę łoża sprawiedliwości. W przeciwieństwie do poziomej ławy tortur, ta opierana była o ścianę i ustawiana praktycznie pionowo. Służyła do rozciągania i podciągania ciała torturowanych osób. W tym celu podejrzanego przywiązywano za ręce i nogi do drabiny, a następnie za pomocą specjalnego kołowrotu naciągano krępujące go sznury. Czasami nogi torturowanego obciążano dodatkowo kamiennymi odważnikami. Środkowy szczebel drabiny posiadał również często kolce, które dodatkowo zwiększały zadawany podczas przesłuchania ból.
Drabinę jako narzędzie tortur wymieniał m.in. kodeks karny Marii Teresy, tzw. Theresiana z 1768 roku.